# São João (paróquia de Antiga e Barbuda)
São João (em inglês: Saint John) é uma paróquia de Antígua e Barbuda localizada na ilha de Antígua. Sua capital é a cidade de São João (Saint John's, em inglês).